# Gérard Poitou-Weber
 (juin 2011).
Si vous disposez d'ouvrages ou d'articles de référence ou si vous connaissez des sites web de qualité traitant du thème abordé ici, merci de compléter l'article en donnant les références utiles à sa vérifiabilité et en les liant à la section « Notes et références ».
 (juin 2011).
Gérard Poitou-Weber, né le 6 avril 1939 à Draveil et mort le 29 novembre 2005 à Saint-Denis, est un réalisateur et scénariste français.

## Biographie

### Enfance et famille
Enfant unique, il grandit à Draveil puis à Savigny-sur-Orge. Il est le fils de Georgette Simonin et de Maurice Poitou, mais c'est son beau-père qui sera présent pour son éducation : il se fait donc adopter par ce dernier, René Weber, et le nom officiel de Gérard devient alors Poitou-Weber en 1978.
Pendant son adolescence, il fait des études classiques dans un collège, mais est également engagé politiquement. Il a beaucoup milité pour l'Indépendance de l'Algérie.
Après avoir passé un baccalauréat scientifique dans un lycée de Savigny-sur-Orge, il poursuit ses études à l'École centrale des arts et manufactures. Cependant, dès son entrée dans cette école, le métier d'ingénieur ne l'intéresse pas : passionné de cinéma, admirateur de cinéastes tels que Elia Kazan et Orson Welles, grand lecteur, il veut être réalisateur. Ainsi, bien que n'ayant suivi aucunes études audiovisuelles, il réalise son premier court-métrage à l'École centrale.

### La vie professionnelle et adulte
Gérard Poitou-Weber dans le domaine audiovisuel
Gérard Poitou-Weber est d'abord professeur de mathématiques et journaliste de 1965 à 1967. Il commence ensuite à réaliser de nombreux documentaires, et réalise ainsi en 1968/69, une vingtaine de sujets pour Dim dam dom et des émissions d'actualités. Dans les années 70/75, il alterne les documentaires pour Italiques et les films de fiction, destinés à la télévision. En 1991, il réalise son premier et seul long-métrage : La Révolte les enfants. En 2005, il crée la société d'édition vidéo Doriane Films.
Vie privée
Le 7 juin 1968, il se marie une première fois avec Ruud Meijssen, avec qui il a deux enfants : Sandra, née le 10 septembre 1969, et Julien, né le 24 septembre 1972.
Enfin, le 27 mai 1988, il se marie une seconde fois avec Marilyne Jonckheere. De cette union naît Laura, le 15 juillet 1985.

## Filmographie
- 2002 : À bout de course, documentaire
- 2000 : Ikea en kit, documentaire
- 1997 : Julio Cortazar, portrait d'un grand écrivain, documentaire
- 1996 : La Mémoire, soirée thématique
- 1994 : L'étrange voyage de Sidonie, docu-fiction - auteur Paul Sullivan (Bruno Delarue)
- 1993 : George Sand (Christine Citti, Serge Avédikian, avec Michèle Gazier), téléfilm
- 1993 : Le Sourire de l'Indien, avec Chantal Rémy
- 1992 : Chiens écrasés (Jean- Pierre Sentier, Bernard Ballet), téléfilm
- 1991 : La Révolte des enfants (Michel Aumont, André Wilms), avec Chantal Rémy
- 1990 : Le Pouvoir et la Pierre, documentaire
- 1988-1989 : Chronique de l'infection, avec Gérard Kouchner, documentaire
- 1985 : Colette (Macha Méril, Clémentine Amouroux, Jean-Pierre Bisson), médaille de bronze au Festival international de New- York 1985
- 1981-1983 : Magazine Vendredi
- 1981 : Sans un mot (Dominique Labourier, Patrick Chesnais, Jean-Pierre Sentier)
- 1978 : Cet homme-là (Bruno Cremer, Lisa Kreuzer)
- 1975 : Les Atomisés, primé au Festival de Prague 1975
- 1973 : La Dérobade
- 1972 : Des écrivains à New York, documentaire
- 1971 : Arguments, documentaire
- 1970 : Futur, documentaire